# John Mayall

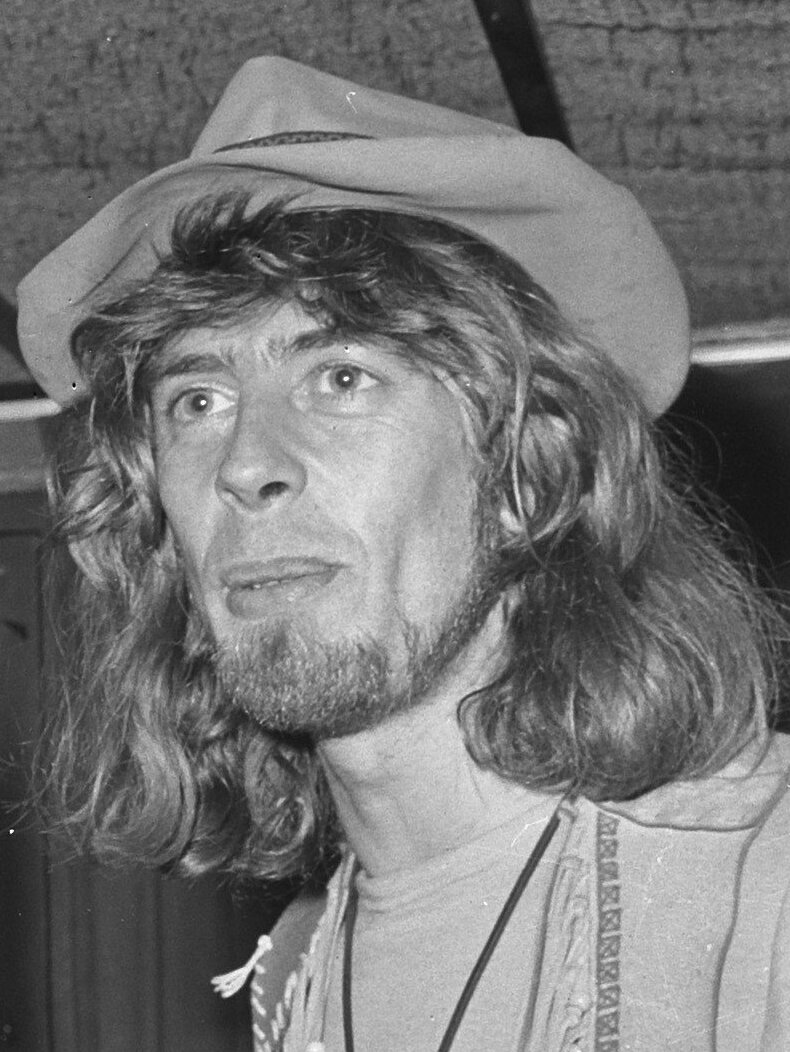
John Mayall (1968)

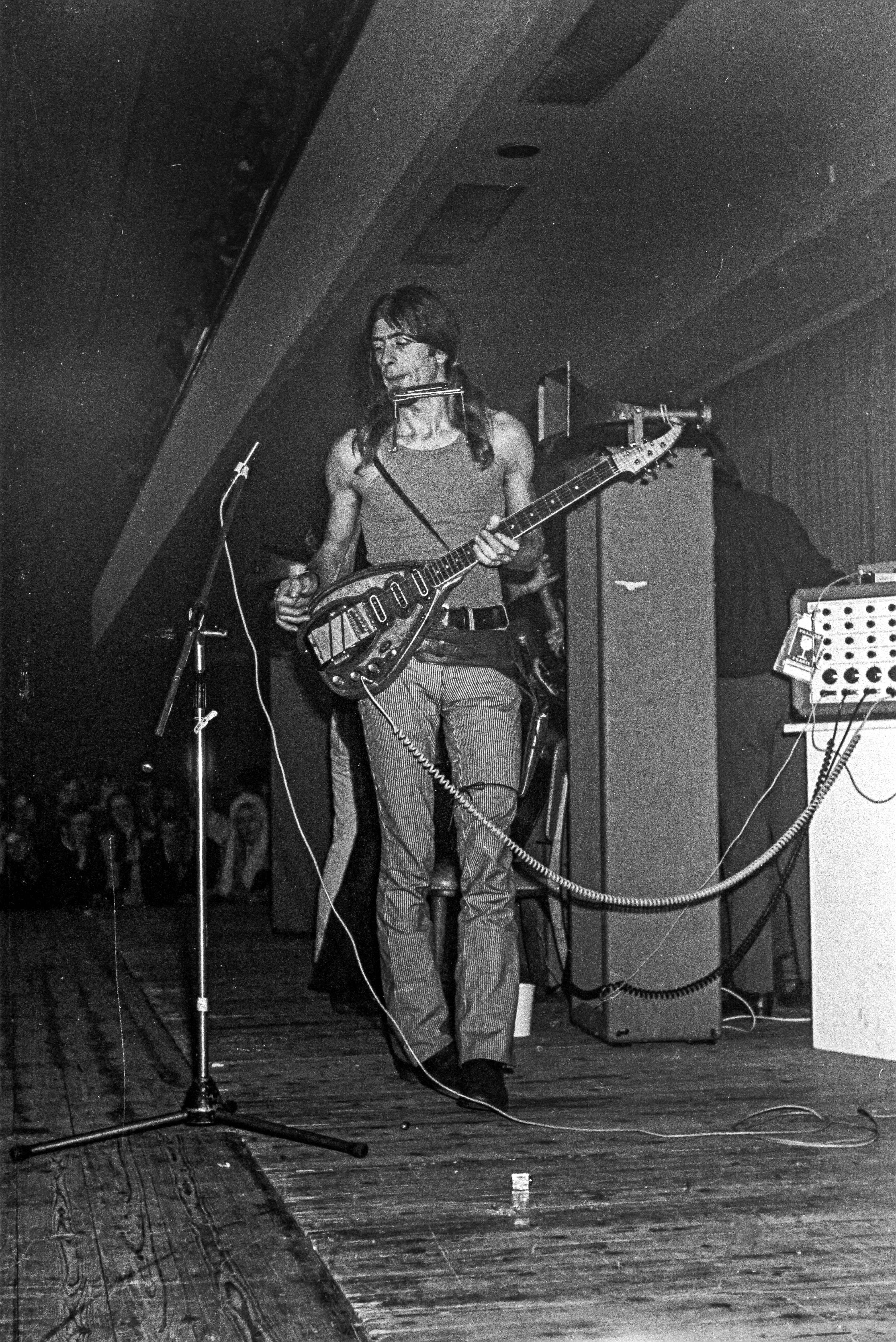
John Mayall (1970)

John Mayall, OBE (* 29. November 1933 in Macclesfield, Vereinigtes Königreich; † 22. Juli 2024 in Los Angeles, Kalifornien) war ein britischer Musiker. Er wurde als Kopf der Bluesband John Mayall & the Bluesbreakers bekannt und gilt neben Alexis Korner als einer der Väter des britischen Blues. Mayall zählte zu den Pionieren, die diese Musikrichtung von den Wurzeln zu experimentellen Formen weiterentwickelt haben.

## Leben
John Mayall wurde 1933 in der englischen Kleinstadt Macclesfield nahe Manchester geboren. Er kam früh mit der Musik in Berührung, da sein Vater begeisterter Amateur-Jazzmusiker war und ihm im Teenageralter das Spielen von Gitarre, Banjo und Ukulele beibrachte. 1950 trat John Mayall in Manchester mit einem Bluestrio auf. Seine beginnende musikalische Karriere wurde durch den Militärdienst in Korea für drei Jahre unterbrochen. Ab 1955 besuchte er eine Kunsthochschule, die er als Grafikdesigner abschloss.
Früh in seiner Karriere traf Mayall auf später bekanntgewordene Musiker. In der 1962 von ihm gegründeten Bluesformation Powerhouse Four, die bald in Blues Syndicate umbenannt wurde, spielte der Bassist John McVie. Nach Auftritten bei Victor Brox wurde Alexis Korner auf Mayall aufmerksam und ermutigte ihn, in London als Musiker zu arbeiten. Mayall stellte seine Band erneut um und präsentierte sie 1963 im Londoner Marquee Club unter dem Namen Bluesbreakers, der lange Bestand hatte.

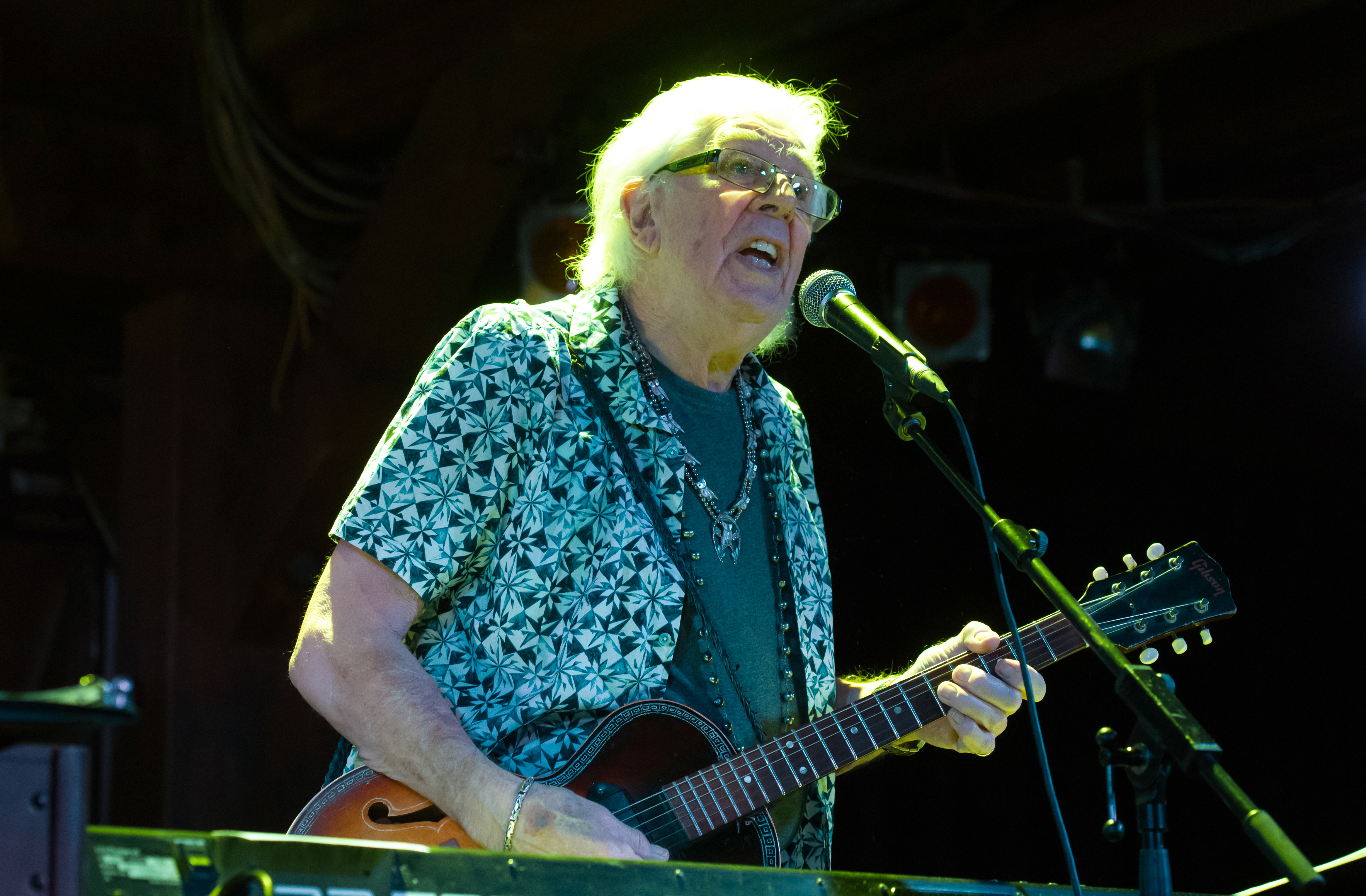
John Mayall (2017)

Die Besetzung der Bluesbreakers wandelte sich ständig. Musiker wie Eric Clapton, Peter Green, John McVie und Mick Taylor machten in dieser Band bedeutende Karriereschritte. Schon früh erweiterte Mayall den reinen Blues, so zum Beispiel auf dem Album A Hard Road von 1967, wo neben traditionellen Klängen auch psychedelische Experimente von Peter Green zu hören sind. 1968 entfernte sich Mayalls Stil noch weiter vom klassischen Blues auf dem Album Blues from Laurel Canyon, das jedoch nicht unter dem Namen der Bluesbreakers entstanden war. 
Als richtungsweisend gilt das mit Jon Mark und Johnny Almond eingespielte Album The Turning Point von 1969, auf dem Mayall (ohne seinen Schlagzeuger Keef Hartley) verzerrte Leadgitarre und Keyboards spielt. Gerüchte, Mayall sei beim Woodstock-Festival aufgetreten, dementierte er in mehreren Interviews.

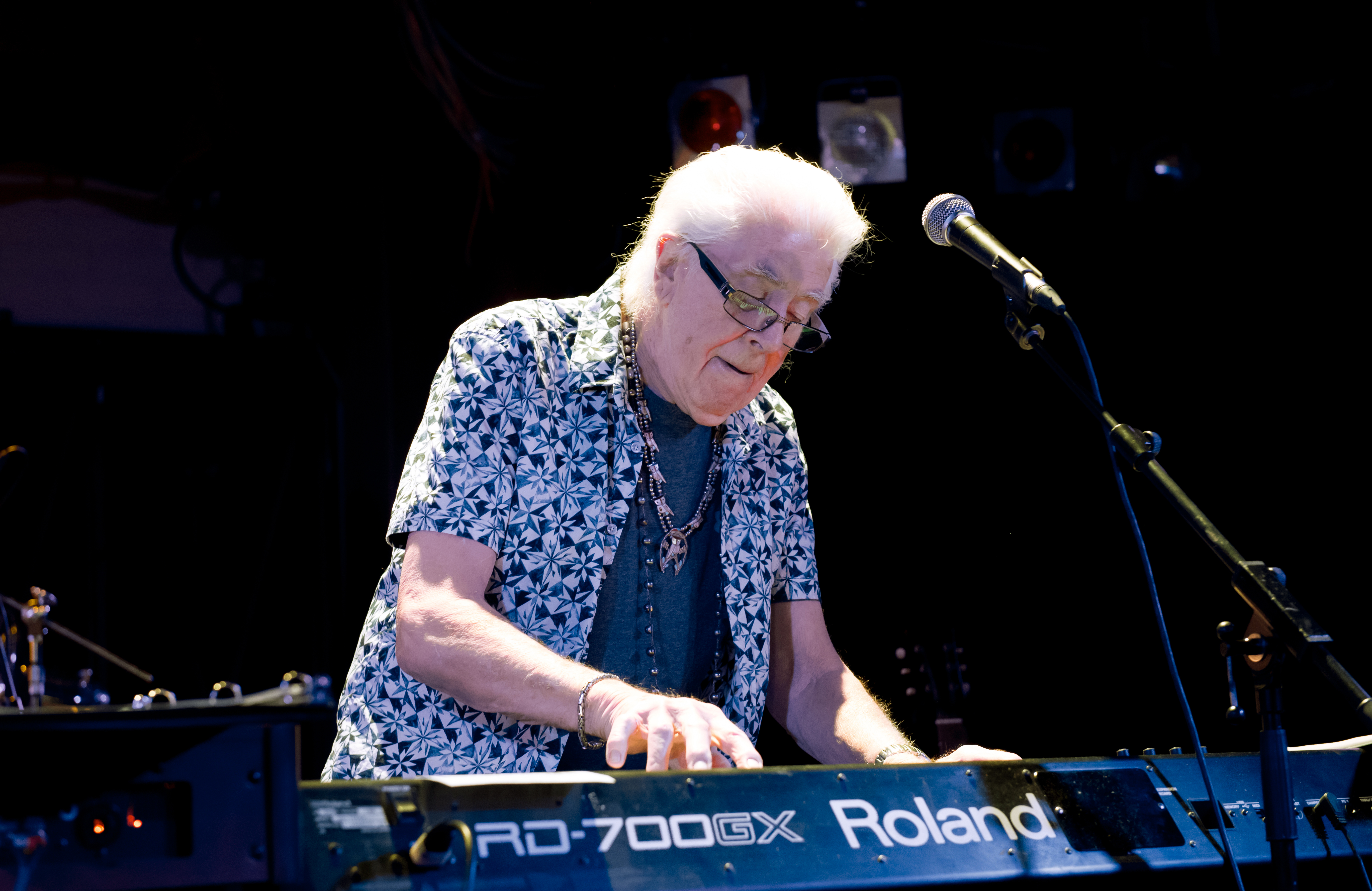
John Mayall am Keyboard (2017)

In den 1970er-Jahren erschienen Alben von sehr unterschiedlichem Charakter, z. B. das mit einer Reihe namhafter Jazz- und Bluesmusiker eingespielte Jazz Blues Fusion von 1972. Im Jahr 1979 brannte das Landhaus von Mayall im Laurel Canyon nieder, wobei neben seiner privaten Videothek mit 2000 h Filmmaterial sowie wertvollen Keramiken aus dem 16. Jahrhundert auch seine Tagebücher verlorengingen. Als ab 1982 die Nachfrage nach Bluesmusik nachließ, formierte Mayall für einige Konzerte seine Band neu, unter anderem mit Mick Taylor. Ab diesem Zeitpunkt spielte er wieder im traditionellen Bluesbreakers-Sound und trat mit neuem Songmaterial auf. Er spielte nun weniger Tasteninstrumente und bevorzugte eine selbstgebaute Gitarre.

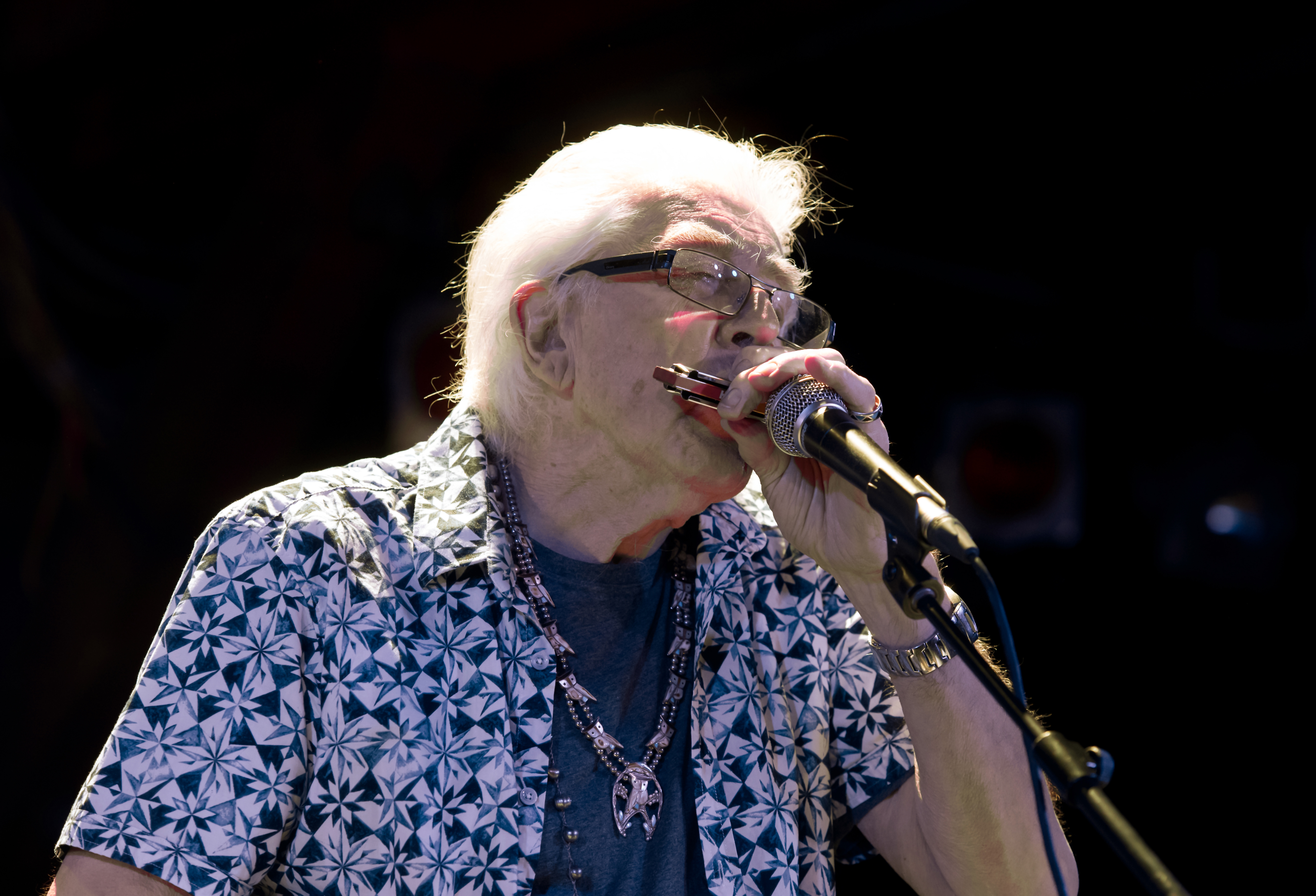
… und an der Bluesharp (2017)

Anlässlich seines 40-jährigen Bühnenjubiläums 2001 spielte eine Reihe bedeutender Rock- und Bluesmusiker zusammen mit Mayall für das Album Along for the Ride; so unter anderem Gary Moore, Chris Rea und Otis Rush. Seinen 70. Geburtstag 2003 feierte Mayall mit einem Konzert der Bluesbreakers in Liverpool, bei dem auch die alten Freunde Eric Clapton, Mick Taylor und der Jazzmusiker Chris Barber auftraten. Sein Album Nobody Told Me, zu dem er Joe Bonamassa, Larry McCray, Todd Rundgren, Alex Lifeson, Steven Van Zandt und Carolyn Wonderland eingeladen hatte, wurde 2019 ausgezeichnet und auf die Bestenliste des Preises der Deutschen Schallplattenkritik gesetzt: 
„Da zeigt der Altmeister all denen, die sich auf ihn berufen, noch einmal mit Bravour, wie moderner Blues zu klingen hat! Statt kürzerzutreten, bat er sechs namhafte Gitarristen zu sich ins Studio und nahm mit ihnen ein Album auf, das vor Frische, Tatendrang und Lebensfreude nur so übersprudelt.“ 2005 erhielt er die Ernennung zum Officer of the Order of the British Empire. Bis September 2021 tourte er mit den Bluesbreakers regelmäßig in den USA, Europa und Australien.
John Mayall lebte ab 1969 im Laurel Canyon, einem Stadtbezirk von Los Angeles. Im September 2021 verkündete er seinen Rückzug vom anstrengenden Tourleben und beschloss, nur noch im näheren Umkreis seines Wohnorts aufzutreten. Er starb dort im Juli 2024 im Alter von 90 Jahren.

## Diskografie

### Alben
| Jahr | Titel                            | Höchstplatzierung, Gesamtwochen, AuszeichnungChartplatzierungen (Jahr, Titel, Platzierungen, Wochen, Auszeichnungen, Anmerkungen) | Höchstplatzierung, Gesamtwochen, AuszeichnungChartplatzierungen (Jahr, Titel, Platzierungen, Wochen, Auszeichnungen, Anmerkungen) | Höchstplatzierung, Gesamtwochen, AuszeichnungChartplatzierungen (Jahr, Titel, Platzierungen, Wochen, Auszeichnungen, Anmerkungen) | Höchstplatzierung, Gesamtwochen, AuszeichnungChartplatzierungen (Jahr, Titel, Platzierungen, Wochen, Auszeichnungen, Anmerkungen) | Höchstplatzierung, Gesamtwochen, AuszeichnungChartplatzierungen (Jahr, Titel, Platzierungen, Wochen, Auszeichnungen, Anmerkungen) | Anmerkungen                           |
| Jahr | Titel                            | DE | AT | CH | UK | US | Anmerkungen                           |
| ---- | -------------------------------- | --- | --- | --- | --- | --- | ------------------------------------- |
| 1966 | Blues Breakers with Eric Clapton | — | — | — | UK6 Gold · (17 Wo.)UK | — | mit Eric Clapton                      |
| 1967 | A Hard Road                      | — | — | — | UK10 (19 Wo.)UK | — | mit Peter Green                       |
| 1967 | Crusade                          | — | — | — | UK8 (14 Wo.)UK | US136 (14 Wo.)US |                                       |
| 1967 | The Blues Alone                  | — | — | — | UK24 (5 Wo.)UK | US128 (5 Wo.)US |                                       |
| 1968 | The Diary of a Band Vol. 1       | — | — | — | UK27 (9 Wo.)UK | US93 (11 Wo.)US |                                       |
| 1968 | The Diary of a Band Vol. 2       | — | — | — | UK28 (5 Wo.)UK | — |                                       |
| 1968 | Bare Wires                       | — | — | — | UK3 (17 Wo.)UK | US59 (19 Wo.)US |                                       |
| 1969 | Blues from Laurel Canyon         | DE33 (4 Wo.)DE | — | — | UK33 (3 Wo.)UK | US68 (17 Wo.)US |                                       |
| 1969 | John Mayall Live                 | DE34 (6 Wo.)DE | — | — | — | US146 (8 Wo.)US |                                       |
| 1969 | Looking Back                     | DE12 (4 Wo.)DE | — | — | UK14 (7 Wo.)UK | US79 (12 Wo.)US | Kompilation 1964–68                   |
| 1969 | The Turning Point                | DE18 (6 Wo.)DE | — | — | UK11 (7 Wo.)UK | US32 Gold · (55 Wo.)US | Polydor                               |
| 1970 | Empty Rooms                      | DE21 (3 Wo.)DE | — | — | UK9 (8 Wo.)UK | US33 (19 Wo.)US |                                       |
| 1970 | USA Union                        | — | — | — | UK50 (1 Wo.)UK | US22 (22 Wo.)US |                                       |
| 1971 | Back to the Roots                | — | — | — | UK31 (2 Wo.)UK | US52 (15 Wo.)US | Doppelalbum                           |
| 1971 | Memories                         | — | — | — | — | US179 (5 Wo.)US |                                       |
| 1971 | Thru the Years                   | — | — | — | — | US164 (7 Wo.)US | Kompilation, Decca SKL 5086 (1964–68) |
| 1972 | Jazz Blues Fusion                | — | — | — | — | US64 (18 Wo.)US |                                       |
| 1972 | Moving On                        | — | — | — | — | US116 (11 Wo.)US |                                       |
| 1973 | Down the Line                    | — | — | — | — | US158 (7 Wo.)US |                                       |
| 1973 | Ten Years Are Gone               | — | — | — | — | US157 (7 Wo.)US |                                       |
| 1975 | New Year, New Band, New Company  | — | — | — | — | US140 (4 Wo.)US | ABC                                   |
| 1990 | A Sense of Place                 | — | — | — | — | US170 (8 Wo.)US |                                       |
| 1993 | Wake Up Call                     | — | — | — | UK61 (1 Wo.)UK | — | Silvertone Records                    |
| 2001 | Along for the Ride               | DE88 (1 Wo.)DE | — | CH90 (1 Wo.)CH | — | — |                                       |
| 2015 | Find a Way to Care               | — | — | CH86 (1 Wo.)CH | — | — | Forty Below Records                   |
| 2017 | Talk About That                  | — | — | CH84 (2 Wo.)CH | — | — | Forty Below Records                   |
| 2019 | Nobody Told Me                   | DE28 (2 Wo.)DE | AT68 (1 Wo.)AT | CH16 (3 Wo.)CH | — | — | Forty Below Records                   |
| 2022 | The Sun Is Shining Down          | DE87 (1 Wo.)DE | — | CH28 (1 Wo.)CH | — | — | Forty Below Records                   |

grau schraffiert: keine Chartdaten aus diesem Jahr verfügbar
Weitere Alben
- 1965: John Mayall Plays John Mayall (Recorded Live at Klooks Kleek!) (Decca)
- 1967: Raw Blues (mit Otis Spann, Champion Jack Dupree u. a.) (Ace of Clubs)
- 1968: So Many Roads (Kompilation)
- 1970: Blues Giant (Kompilation)
- 1974: The Latest Edition
- 1976: Notice to Appear
- 1976: A Banquet in Blues (mit Rick Vito)
- 1977: Primal Solos (Kompilation, Decca)
- 1977: Lots of People (Recorded Live from the Roxy in Los Angeles)
- 1977: A Hard Core Package
- 1978: The Last of the British Blues – Live from Baltimore, Cincinnati & N.Y. (MCA)
- 1979: Bottom Line (DJM)
- 1979: No More Interviews
- 1980: Road Show
- 1982: The 1982 Reunion Concert (John Mayall & The Bluesbreakers)
- 1985: Behind the Iron Curtain (live in Ungarn)
- 1987: The Power of the Blues (live in Germany April 1987)
- 1988: Archives to Eighties (Kompilation)
- 1988: Chicago Line
- 1995: Spinning Coin
- 1995: Uncle John’s Nickel (Limited Edition)
- 1997: Blues for the Lost Days
- 1999: Padlock on the Blues
- 2002: Stories
- 2003: 70th Birthday Concert
- 2005: Road Dogs
- 2007: In the Palace of the King
- 2009: Tough (Eagle Records)
- 2014: A Special Life (Forty Below Records)
- 2015: Blues Alive NYC 1976 (RockBeat Records)
- 2018: Three for the Road – A Live Recording 2017

### Singles
| Jahr | Titel Album                           | Höchstplatzierung, Gesamtwochen, AuszeichnungChartplatzierungen (Jahr, Titel, Album, Platzierungen, Wochen, Auszeichnungen, Anmerkungen) | Höchstplatzierung, Gesamtwochen, AuszeichnungChartplatzierungen (Jahr, Titel, Album, Platzierungen, Wochen, Auszeichnungen, Anmerkungen) | Höchstplatzierung, Gesamtwochen, AuszeichnungChartplatzierungen (Jahr, Titel, Album, Platzierungen, Wochen, Auszeichnungen, Anmerkungen) | Höchstplatzierung, Gesamtwochen, AuszeichnungChartplatzierungen (Jahr, Titel, Album, Platzierungen, Wochen, Auszeichnungen, Anmerkungen) | Höchstplatzierung, Gesamtwochen, AuszeichnungChartplatzierungen (Jahr, Titel, Album, Platzierungen, Wochen, Auszeichnungen, Anmerkungen) | Anmerkungen |
| Jahr | Titel Album                           | DE | AT | CH | UK | US | Anmerkungen |
| ---- | ------------------------------------- | --- | --- | --- | --- | --- | ----------- |
| 1969 | Don’t Waste My Time The Turning Point | — | — | — | — | US81 (3 Wo.)US |             |
| 1969 | Don’t Pick a Flower Empty Rooms       | — | AT18 (4 Wo.)AT | — | — | — |             |
| 1970 | Room To Move The Turning Point        | — | AT14 (8 Wo.)AT | — | — | — |             |